# Meyn
Meyn (en danois: Meden) est une commune allemande de l'arrondissement de Schleswig-Flensbourg, Land de Schleswig-Holstein.

## Géographie
| Schafflund    | Wallsbüll |             |
|               | Meyn      | Handewitt   |
| Nordhackstedt | Lindewitt | Großenwiehe |

Meyn se trouve sur la Bundesstraße 199.

## Histoire
Meyn est de 1973 à 1992 un dépôt de munitions nucléaires de l'armée américaine.